# Bartholomaeus Ghotan

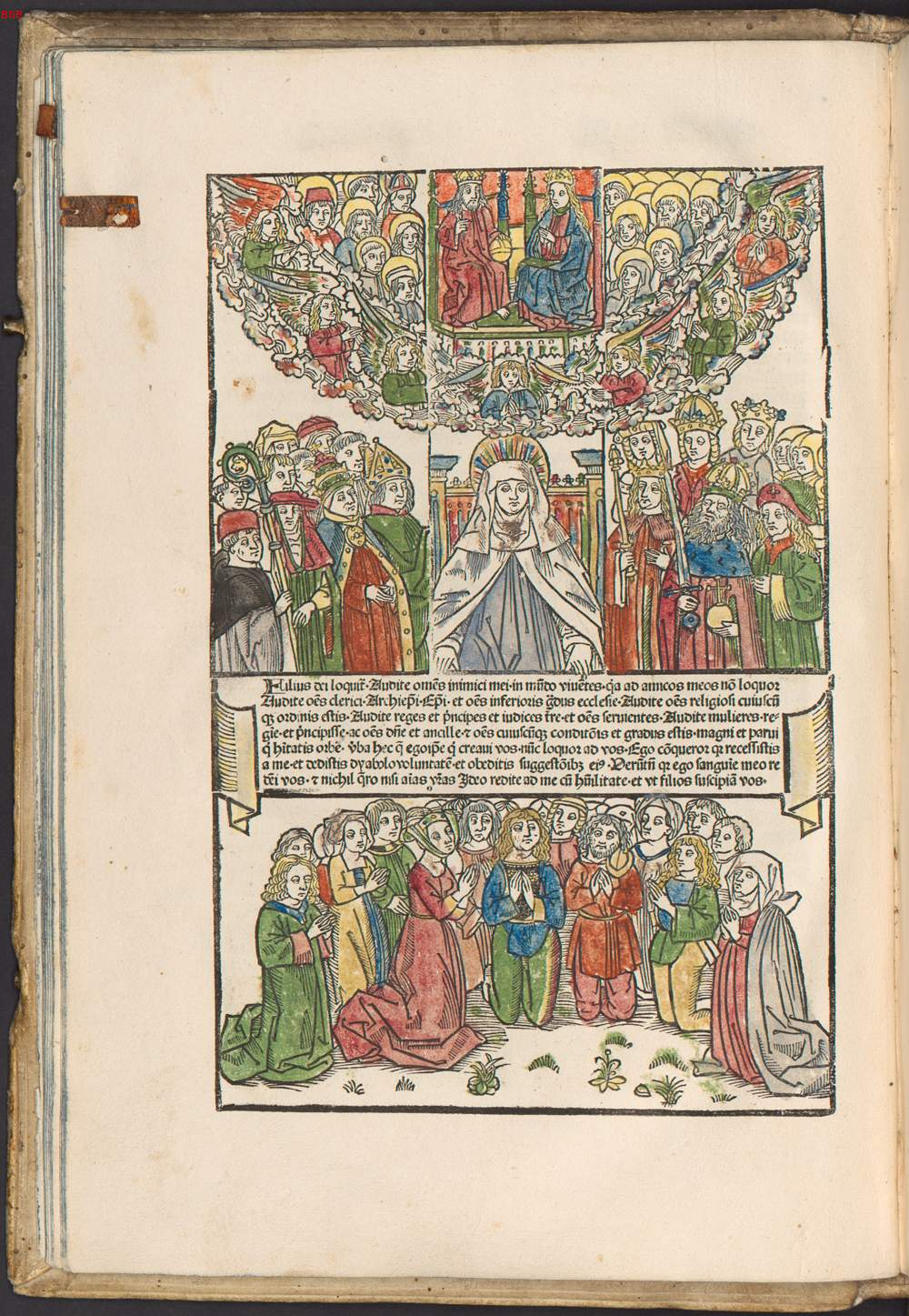
Heliga Birgittas uppenbarelser, 1492.

Bartholomaeus Ghotan, död ca 1496 i Ryssland, var en tysk boktryckare, verksam i Stockholm 1486 – 87.